# مسجد آیت‌الله رضوی
مسجد آیت‌الله رضوی در کاشان، دروازه فین واقع شده و این اثر در تاریخ ۱۶ مرداد ۱۳۵۷ با شمارهٔ ثبت ۱۶۳۰ به‌عنوان یکی از آثار ملی ایران به ثبت رسیده است.